# Мятеж в Новом Орлеане
Мяте́ж в Но́вом Орлеа́не, в англоязычной литературе — би́тва за Ли́берти-плейс (англ. Battle of Liberty Place) или би́тва за Ка́нал-стрит (англ. Battle of Canal Street) — попытка восстания в Новом Орлеане членов Белой лиги против правительства штата Луизиана, во время Реконструкции Юга, 14 сентября 1874 года.

## История
Три тысячи членов Белой лиги, военизированной террористической организации, состоявшей в основном из ветеранов Конфедерации, подняли мятеж против правительства штата, состоявшего из членов Республиканской партии. Во время боёв против суммарно по численности их превосходящих полиции Нового Орлеана и гвардии штата Луизиана использовалось не только стрелковое оружие, но даже артиллерия, было более 100 убитых и раненых. Повстанцы удерживали здание правительства штата, склад оружия и часть центра города в течение трёх дней, отступив до прибытия федеральных войск, которые восстановили статус-кво.